# Mực Humboldt
Mực Humboldt (Dosidicus gigas), là một loài mực lớn, ăn thịt sống ở các vùng biển của hải lưu Humboldt ở phía đông Thái Bình Dương. Dosidicus gigas là loài duy nhất của chi Dosidicus của phân họ Ommastrephinae, họ Ommastrephidae.
Mực Humboldt là một trong những loài mực lớn nhất, dạt chiều dài áo 1,5 m (4,9 ft). Nó có một tiếng xấu do sự tấn công đối với con người, mặc dù hành vi này có thể chỉ xuất hiện trong thời gian kiếm ăn. Như các thành viên khác của phân họ Ommastrephinae, chúng có cơ quan phát quang sinh học và có khả năng thay đổi nhanh chóng màu sắc cơ thể (metachrosis). Chúng có thể sống đến hai năm.
Mực Humboldt thường được tìm thấy ở độ sâu từ 200 đến 700 m (660 đến 2.300 ft), từ Tierra del Fuego đến California. Phát hiện gần đây cho thấy các loài này đang lan rộng về phía bắc vào vùng biển của Oregon, Washington, British Columbia, và Alaska. Chúng được đánh bắt thương mại chủ yếu ở Mexico và Peru.

## Đánh bắt
Loài này đã bị bắt để phục vụ cho thị trường cộng đồng châu Âu (chủ yếu là Tây Ban Nha, Ý, Pháp và Ireland), Nga, Trung Quốc, Nhật Bản, Đông Nam Á và ngày càng tăng thêm thị trường Bắc và Nam Mỹ.
Ngư dân bắt mực vào ban đêm. Ánh sáng từ các tàu đánh cá phản chiếu sáng rực rỡ trên các sinh vật phù du, thu hút mực lên bề mặt để tìm thức ăn. Từ những năm 1990, các khu vực quan trọng nhất cho cuộc đổ bộ của mực Humboldt là Chile, Mexico, và Peru (122-297, 53-66 và 291-435.000 tấn, trong giai đoạn 2005-2007).